# Victoria Pelova
Victoria Pelova (Delft, 1999. június 3. –) világbajnoki ezüstérmes holland női válogatott labdarúgó. Az Ajax középpályása.

## Pályafutása

### A válogatottban
2018. január 20-án Spanyolország ellen játszotta első hivatalos felnőtt mérkőzését a válogatottban, a 81. percben Renate Jansen cseréjeként lépett pályára.

## Sikerei

### A válogatottban
Hollandia
- Világbajnoki ezüstérmes: 2019
- Algarve-kupa győztes: 2018